# Гуљкевички рејон
Гуљкевички рејон (рус. Гулькевичский район) административно-територијална је јединица другог нивоа и општински рејон смештен у источном делу Краснодарске покрајине, односно на југозападу европског дела Руске Федерације.
Административни центар рејона је град Гуљкевичи.
Према подацима националне статистичке службе Русије за 2017. на територији рејона живело је 99.202 становника или у просеку око 72,1 ст/км². По броју становника налази се на 16. месту међу административним јединицама Покрајине. Површина рејона је 1.395,6 км².

## Географија
Гуљкевички рејон се налази у источном делу Краснодарске покрајине, обухвата територију површине 1.395,6 км² и по том параметру налази се на 28. месту међу административним јединицама у Покрајини. Граничи се са Кавкаским рејоном на северу, на западу је Тбилишки, југозападу Кургањински и југу Новокубански рејон. Источну границу чине рејони Ставропољске покрајине.
Рејонска територија је доста компактна, а њеним рељефом доминирају ниске и доста једноличне степе Кубањско-приазовске низије. Подручје је доста ниско и са севера и истока омеђено левом обалом реке Кубањ (у дужини од 142 км) уз коју се налазе бројне мртваје и мочваре. Најзначајнија притока Кубања на овом подручју је река Зеленчук два. 

## Историја
Гуљкевички рејон је званично успостављен 31. децембра 1934. као једна од административних јединица тадашњег Азовско-црноморског краја, и првобитно је био подељен на 11 сеоских општина. Настао је децентрализацијом дотадашњег Кропоткинског рејона. У границама Краснодарске покрајине је од 1937. године. 
У периоду 1963−1980. налазио се унутар граница Кавкаског рејона.

## Демографија и административна подела
Према подацима са пописа становништва из 2010. на територији рејона живело је укупно 101.521 становника, док је према процени из 2017. ту живело 99.202 становника, или у просеку око 72,1 ст/км². По броју становника Гуљкевички рејон се налази на 16. месту у Покрајини. 
| 1959.  | 1970. | 1979. | 1989.  | 2002.   | 2010.   | 2017.   |
| ------ | ----- | ----- | ------ | ------- | ------- | ------- |
| 74.025 | −     | —     | 91.201 | 102.632 | 101.521 | 99.202* |

Напомена:* Према процени националне статистичке службе. 
На територији рејона налазе се укупно 62 насељена места административно подељена на 15 другостепених општина (три градске и 12 сеоских). Административни центар рејона и његово највеће насеље је град Гуљкевичи у ком живи око трећине од укупне рејонске популације. Већа насеља су још и варошице Гиреј (6.400) и Красносељски (7.600).

## Саобраћај
Западним делом рејона пролази деоница међународног аутопута Р217 (Е50) „Кавказ” који повезује Ростов на Дону са Бакуом у Азербејџану.